# Odsekani kukmak
Odsekani kukmak (znanstveno ime Agaricus abruptibulbus) je gliva iz rodu kukmakov (Agaricus).
Po nekaterih virih je vrsta sinonimna z Agaricus essettei, po drugih pa gre za dve različni vrsti, pri čemer bo slovensko ime odsekani kukmak obveljalo za A. essettei in odsekanodniščni kukmak za A. abruptibulbus.

### Značilnosti
Je užitna goba, ki raste med julijem in oktobrom v smrekovih in mešanih gozdovih.
Bet doseže velikost med 10 in 12 cm ter med 1 do 1,5 cm premera. Klobuk doseže v premeru med 8 in 12 cm.
Nevarna bi lahko bila zamenjava s strupeno koničasto mušnico.